# Bradley Steven Perry
Bradley Steven Perry (ur. 23 listopada 1998) – amerykański aktor. Występował w roli Gabe’a Duncana w serialu Powodzenia, Charlie!. Zagrał też jedną z głównych ról w filmie Disney Channel "Boska przygoda Sharpay", gdzie grał Rogera Ellistona. Jego walidacja nastąpiła, gdy zdobył nominacje do nagrody Young Artist Award w kategorii Najlepszy występ w serialu telewizyjnym - Wspieranie młodego aktora w 2011 i 2012 roku.
Ojciec: Emery Emannuel matka: rodzeństwo Kimberly Perry: Caitlin Perry (starsza siostra), Jesse Perry (starsza siostra), Lee Perry (starsza siostra).

## Filmografia
| Filmy       | Filmy                                | Filmy                   | Filmy                                      |
| Rok         | Tytuł                                | Rola                    | Notatka                                    |
| ----------- | ------------------------------------ | ----------------------- | ------------------------------------------ |
| 2007        | Choose Connor                        | Chłopak w szkole        |                                            |
| 2007        | Magnificent Max                      | Georgie Rosenthal       |                                            |
| 2009        | Stare wygi                           | chłopak grający w piłkę |                                            |
| 2009        | Who Shot Mamba?                      | David                   |                                            |
| 2009        | Opposite Day                         | strażnik                |                                            |
| 2009        | The Goods: Live Hard, Sell Hard      | młody Don Ready         |                                            |
| 2010        | Peacock                              | młody John              |                                            |
| 2011        | Boska przygoda Sharpay               | Roger Elliston          | Główna rola Disney Channel Original Movies |
| 2011        | Powodzenia, Charlie: Szerokiej drogi | Gabe Duncan             | Główna rola Disney Channel Original Movies |
| 2014        | Wszystkie kłamstwa Jacka             | Jack Parker             | Główna rola                                |
| 2020        | Hubie ratuje Halloween               | Cormac                  |                                            |
| Telewizja   |                                      |                         |                                            |
| Rok         | Tytuł                                | Rola                    | Notatka                                    |
| 2008        | Bez śladu                            | Charlie                 |                                            |
| 2010–2014   | Powodzenia, Charlie!                 | Gabe Duncan             | Główna rola Disney Channel Original Series |
| 2013        | Jessie                               | Gabe Duncan             | odcinek „Good Luck Jessie”                 |
| 2013 – 2015 | Oddział specjalny                    | Kaz                     | Główna rola Disney XD Original Series      |
| 2014        | Rysuj i graj                         | on sam                  | kilka odcinków                             |
| 2015        | Szczury laboratoryjne                | Kaz                     | Lab Rats vs. Mighty Med                    |
| 2015        | To nie ja                            | Dr. Scoot Gabriel       | odcinek „The Doctor Is In”                 |
| od 2016     | Lab Rats: Elite Force                | Kaz                     | Główna rola Disney XD Original Series      |